# Karyés (ort i Grekland, Thessalien)
Karyés är en ort i Grekland.   Den ligger i prefekturen Trikala och regionen Thessalien, i den centrala delen av landet, 240 km nordväst om huvudstaden Aten. Karyés ligger 117 meter över havet och antalet invånare är 289.
Terrängen runt Karyés är platt. Runt Karyés är det ganska tätbefolkat, med 86 invånare per kvadratkilometer. Närmaste större samhälle är Trikala, 2,9 km norr om Karyés. Trakten runt Karyés består till största delen av jordbruksmark.